# Antigua Roma

Expansión del dominio romano:
República romana
Imperio romano
Imperio romano de Occidente
Imperio romano de Oriente

La antigua Roma o Roma antigua fue tanto la ciudad de Roma como el Estado que fundó en la Antigüedad. La civilización romana, de origen latino, se formó en el siglo VIII a. C. a partir de la agrupación de varios pueblos de la Italia central. Roma se expandió más allá de la península itálica y, desde el siglo I hasta el siglo V, dominó el mundo mediterráneo y la Europa Occidental mediante la conquista y la asimilación de las élites locales. Durante estos siglos, la civilización romana fue una monarquía, una república oligárquica y posteriormente un imperio autocrático. Su dominio dejó un importante legado lingüístico, jurídico, artístico, religioso y cultural que contribuyó profundamente a dar forma a la civilización occidental.
La imagen de una ciudad en continuo progreso no se corresponde plenamente con la complejidad de los hechos. Su historia no ha sido de crecimiento continuo: el progreso (a ritmos muy diferentes) ha sido seguido por el estancamiento y a veces incluso el retroceso. Sin embargo, los romanos lograron resolver las dificultades internas nacidas de la conquista bajo la República transformando sus instituciones republicanas. Así, en los primeros siglos de la época imperial, el territorio bajo el poder de Roma alcanzó su máxima extensión
A partir del siglo III, el mundo romano sufrió las grandes invasiones de los bárbaros del norte de Europa y Asia. Para resistirse a ellos, el Imperio tuvo que crear una nueva estructura burocrática y militar. Este periodo coincidió con el establecimiento del cristianismo como religión del Estado y la división del Imperio en una mitad occidental y oriental. Presa de la inestabilidad interna y de las invasiones germánicas, la parte occidental del Imperio (que incluía Hispania, Galia, Britania, África del Norte e Italia) colapsó en el año 476. Sin embargo, la parte oriental del Imperio, gobernada desde Constantinopla (que incluía Grecia, Anatolia, Siria y Egipto) sobrevivió a esta crisis. A pesar de la pérdida de Siria y Egipto por la expansión musulmana, el Imperio oriental continuó desarrollándose hasta que fue finalmente destruido por el Imperio otomano en 1453. Este imperio medieval y cristiano, llamado «Imperio romano» por sus habitantes, pero llamado «Imperio bizantino» por los historiadores modernos, es la última etapa evolutiva y sin interrupción del poder imperial y la administración del Imperio romano.
La civilización romana se estudia a menudo en la Antigüedad clásica junto con la antigua Grecia, una civilización que inspiró gran parte de la cultura de la antigua Roma. Además de su modelo original de ejercicio del poder (hay innumerables príncipes que quisieron imitarlo o se inspiraron en él), la Roma antigua contribuyó en gran medida al desarrollo del derecho, las instituciones y leyes, la guerra, el arte y la literatura, la arquitectura y la tecnología, así como los idiomas en el mundo occidental.

## Fundación

### Fundación según la leyenda

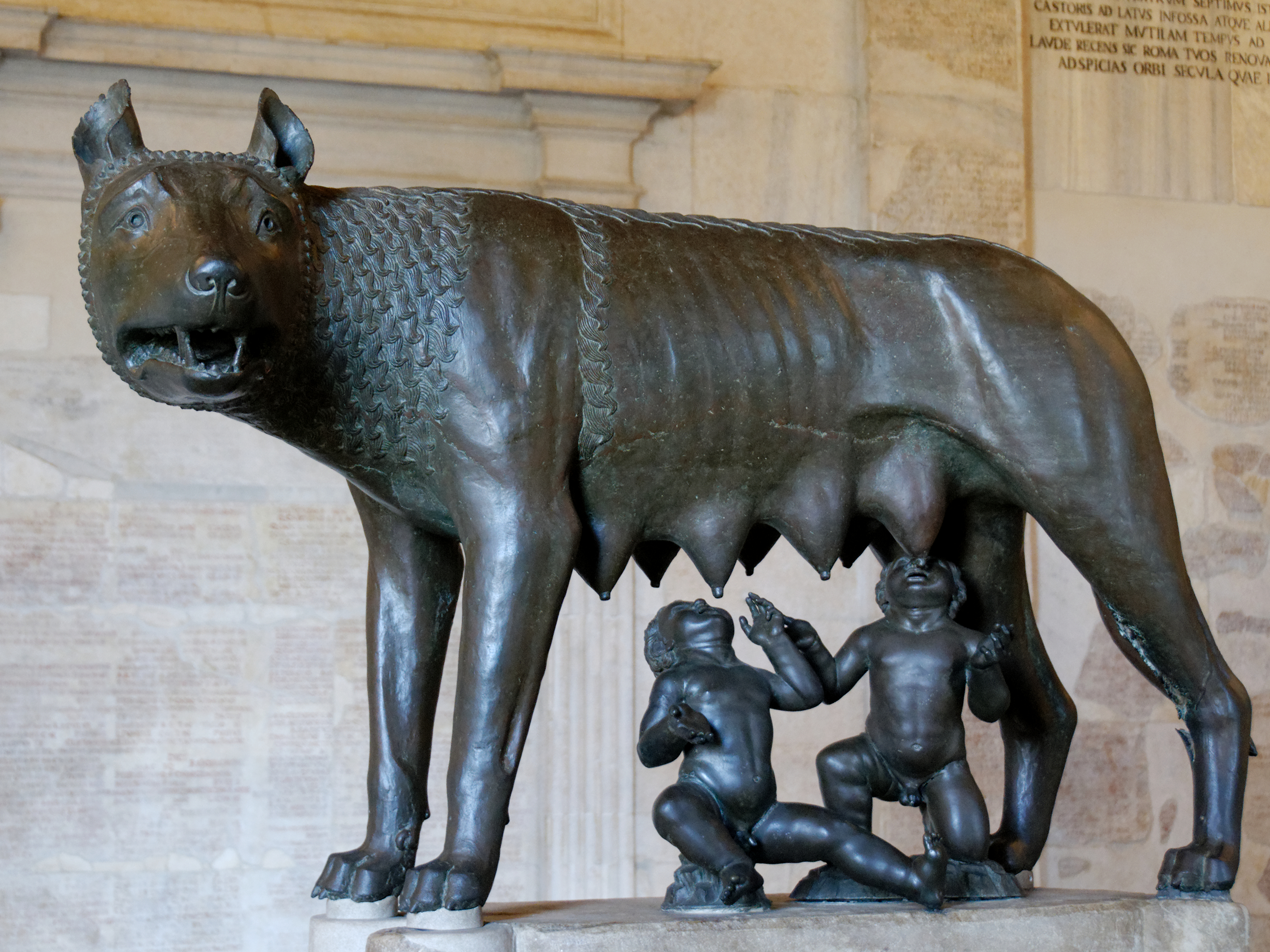
Según la leyenda, la fundación de Roma en el año 753 a. C. se debió a los hermanos Rómulo y Remo, quienes habían sido amamantados por la loba Luperca.

Según la tradición romana, Rómulo (c. 771 a. C.-c. 716 a. C.) y su hermano gemelo Remo (c. 771 a. C.-c. 753 a. C.) fueron los fundadores de Roma y del Senado romano. Parte sustancial de la investigación sigue siendo escéptica frente a esta tradición, fijando el origen de la ciudad a finales del siglo VIII a. C. Las posibles bases históricas para la narración mitológica en su conjunto permanecen confusas y a debate.
Numitor era el rey de una ciudad de Lacio llamada Alba Longa. Fue destronado por su hermano Amulio, quien lo expulsó de la ciudad y procedió a matar a todos sus hijos varones excepto a su única hija Rea Silvia. Como no quería que Rea Silvia tuviera hijos, la obligó a dedicarse al culto de Vesta, asegurándose de esta forma de que iba a permanecer virgen.
Rea Silvia se encontraba durmiendo a la orilla de un río y el dios Marte se quedó prendado de ella, la poseyó y la dejó embarazada. Como resultado tuvo dos gemelos a los que llamó Rómulo y Remo. Antes de que el rey Amulio se enterara del suceso, colocó a sus hijos en una cesta en el río Tíber para que no sufrieran el mismo destino que sus tíos. La cesta embarrancó y los pequeños fueron amamantados por una loba, Luperca, y más tarde recogidos por el pastor Fáustulo y cuidados por su mujer, Aca Larentia. Se decía que habían sido educados en Gabio, localidad del Lacio; más tarde estos decidieron fundar Roma.
Cuando crecieron, descubrieron su origen, por lo que regresaron a Alba Longa, mataron a Amulio y repusieron a su abuelo Numitor en el trono. Este les entregó territorios al noroeste del Lacio. En 753 a. C. los dos hermanos decidieron fundar una ciudad en ese territorio en una llanura del río Tíber, según el rito etrusco, en el preciso lugar en donde embarrancó la cesta. Delimitaron el recinto de la ciudad (pomoerium) con un arado que sería la supuesta Roma quadrata del Palatino. La ciudad fue levantada en el pomoerium palatino, y Rómulo quedó como único soberano. Creó el senado, compuesto por cien miembros (patres) cuyos descendientes fueron llamados patricios y dividió la población en 30 curias. Para poblar la ciudad, se aceptó todo tipo de gente (asylum): refugiados, libertos, esclavos, prófugos, etcétera. Rómulo juró matar a todo aquel que traspasara los límites sin permiso.
Rómulo murió hacia el 716 a. C. Existen varias versiones de su muerte, ya arrebatado por los cielos en medio de una tempestad provocada por su padre Marte o bien asesinado por un grupo de senadores o por su gemelo Remo. En realidad no existen datos de forma concreta. De cualquier forma, en honor a la fecha de su desaparición se celebraban las fiestas Nonas Caprotinas. Acabará divinizado y adorado bajo la advocación de Quirino. Tras su muerte se producirá un año de interregnum hasta que el senado elige como rey a Numa Pompilio.
En la cronología actual la fecha de la fundación de Roma se fijó el 21 de abril de 753 a. C. Esta fecha era el año 1 para Roma, ya que se la tomaba como punto de referencia para fechar eventos en el mundo romano. Se lo aludía como el Nacimiento de Roma (200 aUC: Anno 200 ab Urbe Condita: «En el año 200 desde la Fundación de la Urbe o del Nacimiento de Roma»).
En noviembre de 2007, se produjo el hallazgo de la cueva en la que en la Antigüedad se creía que habían sido amamantados los gemelos Rómulo y Remo.

### Fundación según la historiografía

Expansión etrusca. -

La ciudad de Roma surgió de los asentamientos de tribus latinas, sabinas y etruscas, situándose los primeros habitantes de Roma en las siete colinas (Celio, Campidoglio, Esquilino, Viminale, Quirinale, Palatina y Aventina)  en la confluencia entre el río Tíber y la Vía Salaria, a 28 km del mar Tirreno. En este lugar el Tíber tiene una isla donde el río puede ser atravesado. Debido a la proximidad del río y del vado, Roma estaba en una encrucijada de tráfico y comercio. Los historiadores romanos dataron la fundación en 753 a. C., y desde esa fecha contaron su edad o calendario particular. Sin embargo, también existe una teoría crítica de la fundación de Roma aparte de la teoría legendaria. La teoría crítica, sostenida por muchos autores, viene a decir que Roma surge a partir del forum romanum.[cita requerida]

## Monarquía electiva (753-509 a.C.)
La naciente ciudad estado es gobernada por un rey (rex) elegido por un consejo de ancianos (senatus). Constituida en sus comienzos por tres pueblos: latinos, sabinos y etruscos. Los siete reyes míticos o semi-míticos son (en orden cronológico): Rómulo, Numa Pompilio, Tulo Hostilio, Anco Marcio, Lucio Tarquinio Prisco, Servio Tulio y Tarquinio el Soberbio. Bajo los primeros cuatro reyes (latinos y sabinos) la economía romana fue agrícola, basada en el cultivo de las tierras y el pastoreo. A partir de la dinastía Tarquinia, de origen etrusco, se transforma en comercial y expansiva. El último de ellos, Tarquinio el Soberbio, fue derrocado en el año 509 a. C., tras lo cual se estableció la República romana.

## Roma republicana (509-27 a.C.)

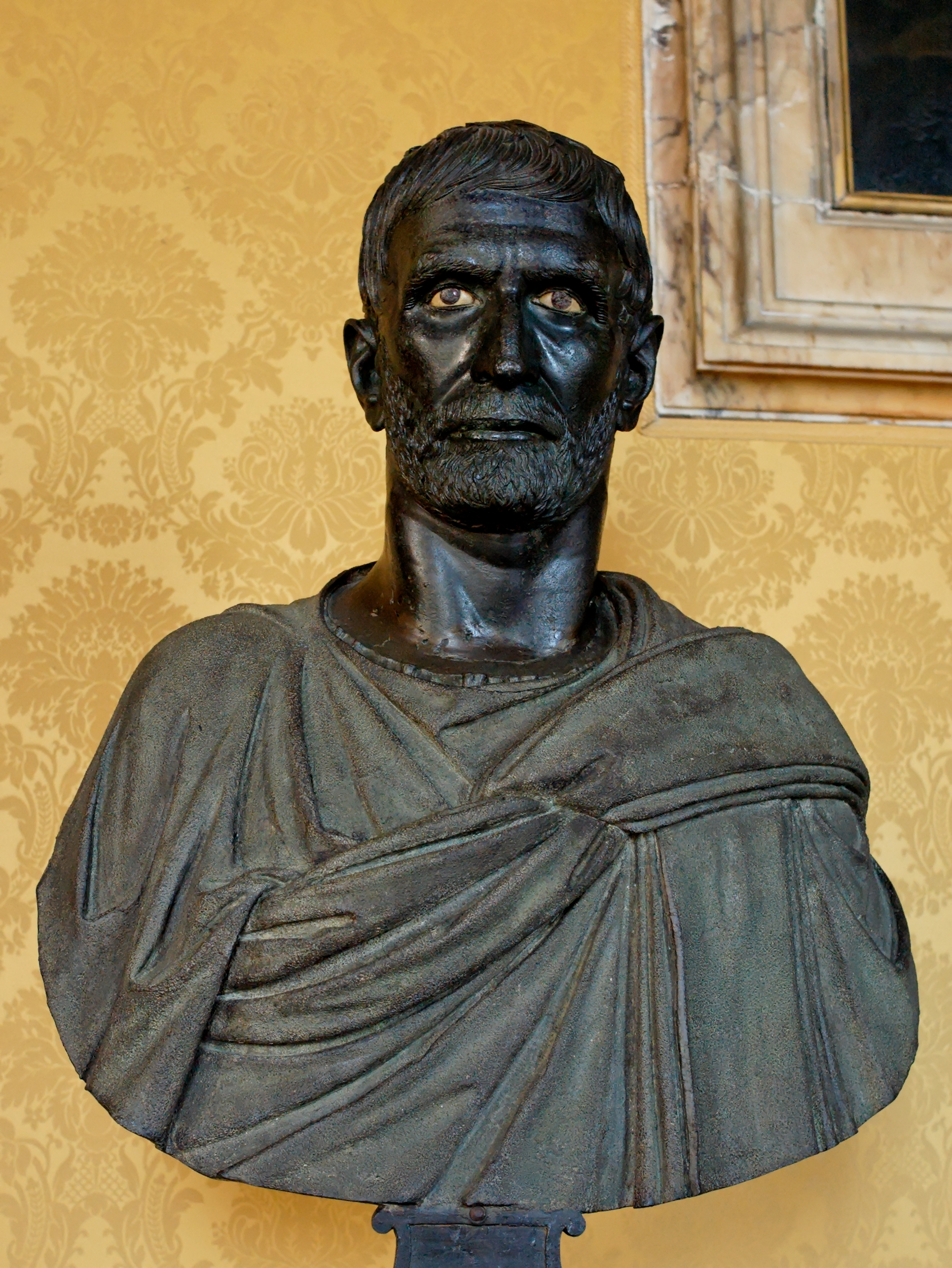
Busto de Lucio Junio Bruto, fundador de la República romana en 509 a. C.

La República fue establecida el año 509 a. C., según los últimos escritos de Tito Livio, cuando el rey fue desterrado y un sistema de cónsules fue colocado en su lugar. Los cónsules, al principio patricios pero más tarde plebeyos también, eran oficiales electos que ejercían la autoridad ejecutiva, pero tuvieron que luchar contra el senado romano, que creció en tamaño y poder con el establecimiento de la República. En este periodo se fraguarían sus instituciones más características: el senado, las diversas magistraturas y el ejército. Una nueva Constitución estableció un conjunto de instituciones de control así como una clara separación de los poderes.
Los romanos sometieron, absorbieron, federaron y unificaron gradualmente a todos los pueblos de la península itálica, la mayoría de ellos itálicos (de origen indoeuropeo, por ejemplo los samnitas y los oscos) como los latinos y emparentados con los mismos romanos,pero también etruscos (en Etruria) e italiotas (en la Magna Grecia), haciendo de toda la Italia peninsular su territorio metropolitano. La última amenaza a la hegemonía de Roma en Italia llegó cuando Tarento, una gran colonia griega, pidió ayuda a Pirro de Epiro en 282 a. C. en su lucha contra Roma.
A partir del año 264 a. C., Roma se enfrentó con la Antigua Cartago en las guerras púnicas, conquistando Sicilia e Iberia. Después de derrotar a Macedonia y al Imperio seléucida en el 146 a. C., el naciente estado logra una enorme expansión tanto política como económica, extendiéndose por todo el Mediterráneo. Mientras tanto, los conflictos entre patricios y plebeyos caracterizaron la pugna política interna (ver Secessio plebis) durante todo el periodo republicano y solo paulatinamente lograrán los plebeyos la plena equiparación política (aunque no social).
La expansión trae consigo profundos cambios en la sociedad romana. La inadecuada organización política (que había sido pensada para una pequeña ciudad-estado y no para el gran territorio que ya era Roma) se hace patente para algunos, pero todos los intentos de cambio son bloqueados por la ultraconservadora élite senatorial. El enfrentamiento entre las diversas facciones produce en el siglo I a. C. una crisis institucional que conducirá a diversas revueltas, revoluciones y guerras civiles.

## Roma imperial (27 a.C.-476 d.C.)

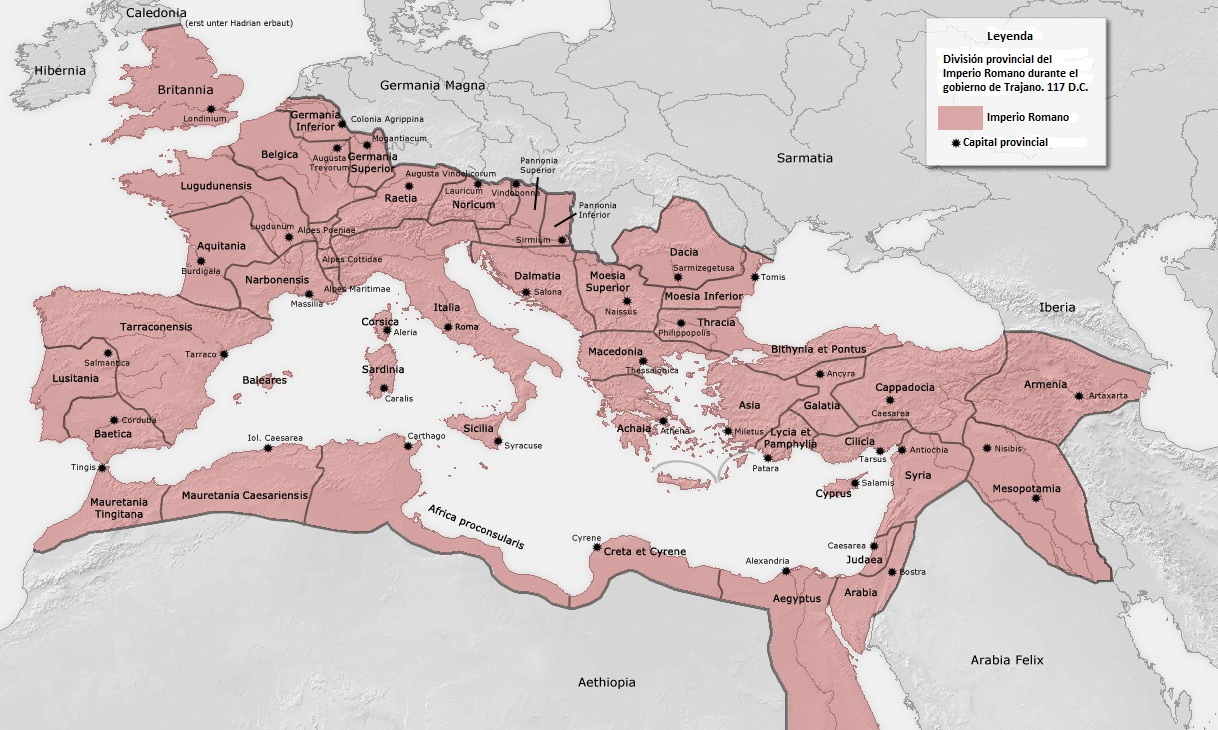
El Imperio romano durante el gobierno de Trajano (117)

El vencedor ulterior de todas estas guerras civiles, César Augusto, abolirá de facto la República y consolidará un gobierno unipersonal y centralizado conocido como el Imperio romano. A partir de este momento, la estabilidad política del Imperio quedará ligada al carácter de los emperadores que sucederán a Augusto, alternándose los periodos de paz y prosperidad con las épocas de crisis.
Augusto, que inaugura la dinastía Julio-Claudia, representa el periodo de máximo esplendor del Imperio. A esta dinastía, terminada en el año 68 por el infame Nerón, le seguirá el periodo de inestabilidad conocido como el año de los cuatro emperadores. Esta terminará con el ascenso de Vespasiano, que inauguró la dinastía Flavia, de origen no patricio. Les seguirán del año 96 al 180 los llamados «cinco emperadores buenos» (Nerva, Trajano, Adriano, Antonino Pío y Marco Aurelio), el periodo considerado como el máximo apogeo de Roma.
Con Septimio Severo comienza un periodo distintivamente militar y monárquico, y el fin de su estirpe llevará al periodo conocido como la anarquía militar, que se prolonga durante el resto del siglo III hasta la llegada de Diocleciano. La crisis del siglo III fue un largo periodo de luchas internas por el poder donde los emperadores, nombrados por sus legiones, se sucedieron ininterrumpidamente.

### Caída del Imperio occidental

Invasiones bárbaras del Imperio romano.

Diocleciano (r. 284-305) emprendió una gran reorganización del Imperio, instituyendo la Tetrarquía. Su sucesor Constantino I el Grande destacó por legalizar el cristianismo (Edicto de Milán) y fundar la ciudad de Constantinopla como nueva capital. Poco después, en el 395, el emperador Teodosio I el Grande dividió el Imperio entre sus dos hijos, Arcadio y Honorio, dando como resultado la división en el Imperio romano de Oriente, con sede en Constantinopla, y el Imperio romano de Occidente, con capital en Rávena.
En el año 476, el general Odoacro depuso al usurpador Rómulo Augusto y envió las insignias imperiales a Oriente, reconociendo a Zenón como único emperador de las 2 y siendo a su vez reconocido como Rey de Italia. Zenón, que estaba ocupado con los disturbios en Oriente, finalmente le concedió a Odoacro el rango de patricio y lo aceptó como su virrey. Zenón, sin embargo, insistió en que Odoacro tuviera que rendir homenaje a Julio Nepote, refugiado en Dalmacia, como el emperador legítimo del Imperio de Occidente. Odoacro nunca regresó cualquier territorio o poder real, pero hizo emitir monedas en el nombre de Julio Nepote en toda Italia. El asesinato de Julio Nepote en 480 impulsó a Odoacro a invadir Dalmacia, anexándola a su reino y acabando con el último territorio romano.
En 488, el emperador oriental autorizó a un caudillo godo problemático, Teodorico (más tarde conocido como «el Grande») a invadir Italia con su ejército. Después de varias campañas, en 493 Teodorico y Odoacro acordaron gobernar conjuntamente. Celebraron su acuerdo con un banquete de reconciliación, en el que los hombres de Teodorico asesinaron a los de Odoacro y Teodorico personalmente cortó a Odoacro en dos.

## Estructura social y política
La primera estructura social y política de los latinos fue la familia: el padre (pater familias), la esposa (unida al padre de familia por el rito sagrado de la torta), los hijos, las esposas de los hijos, los hijos de los hijos, y las hijas no casadas. De la agrupación de algunas familias del mismo tronco, surgieron las gens, y de un conjunto de familias surgieron las tribus.
La familia está formada por los más próximos (agnados) pero, a medida que la familia se extiende, se forma la gens o raza de un tronco común, integrada por la familia completa propiamente dicha (adnati) y por los gentiles, todos aquellos procedentes del mismo antepasado. Era posible la unión de los diversos grupos, ya sea de gens o de tribus. Cada grupo tiene un punto común de encuentro, generalmente para el culto religioso (aunque no exclusivamente para tal fin), punto que constituye el embrión de las cívitas (ciudades).

### Ciudad

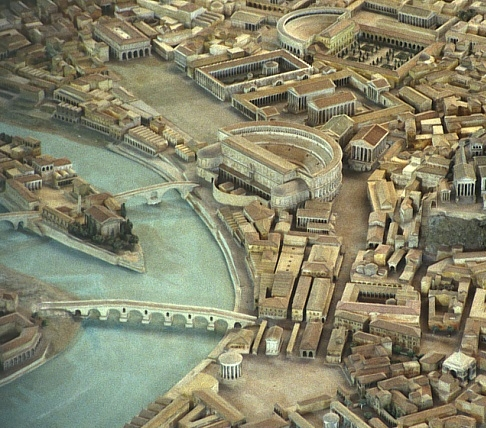
Maqueta de la antigua ciudad de Roma, donde se aprecian el Teatro de Marcelo y el Teatro de Balbo.

La fundación de Roma se atribuye a tres tribus: los ramnes, los ticios y los lúceres. Estos tres grupos fundaron la llamada Roma Quadrata en el Monte Palatino. Otra ciudad fundada por otro u otros grupos en el Quirinal, se unió a la Roma Quadrata, surgiendo así la civitas ('ciudad') llamada Roma.
A los primeros ciudadanos romanos se les llama patricios (o patres), porque o bien son padres de familia (páter familias) o bien son hijos de padres de familia vinculados a la obediencia paterna (los hijos varones no alcanzaban la condición de padre de familia hasta que el padre moría y se independizaban, pero se daba por descontado que alcanzarían esta condición).
Los hijos de los patricios, al cumplir 17 años (más tarde la edad fue rebajándose hasta los 14 años) adquirían la condición de ciudadanos plenos (con tal motivo celebraban una festividad en que dejaban de vestir la toga praetexta propia de los muchachos y se colocaban la toga virilis, propia de los hombres), pero continuaban sujetos a la potestad del padre hasta que este moría.
A los patricios corresponde el derecho pleno de ciudadanía: forman el pueblo y son de entre los habitantes los de clase social más elevada. Sus derechos eran: el sufragio, el desempeño de cargos públicos políticos o religiosos, el derecho a asignación de tierras públicas, los derechos civiles propios de las gens (tutela, sucesión, potestad, etc.), el derecho de contraer matrimonio con otros miembros de las gens, el derecho de patronato, el derecho de contratación (el único que se extendía también a los no patricios libres) y el derecho a hacer testamento (el conjunto de estos derechos constituía el ius qüiritium o ius cívitatis). Como obligaciones citaremos: el servicio militar, y el deber de contribuir con ciertos impuestos al sostenimiento del Estado.

#### Ciudades dependientes de Roma
Iniciada la expansión territorial romana muchas ciudades pasaron a depender de Roma. Cuando una ciudad se sometía a Roma a discreción, sus ciudadanos quedaban con el estatuto jurídico de dediticios (Dediticius). Aunque la mayoría de las ciudades sometidas a discreción lo fueron después de la primera guerra púnica, probablemente la institución es anterior.
Roma se reservaba la soberanía eminente sobre estas ciudades, pero les devolvía el usufructo, con excepción del ager publicus. Roma reconoció la autonomía de alguna de estas ciudades pero sus tierras quedaron sometidas al diezmo de la cosecha, y en caso de exenciones, estas se daban a título personal (por ejemplo a los habitantes de una ciudad aunque cultivaran tierras en otra ciudad). El diezmo se pagaba generalmente en especie y el beneficio permitido al recaudador era limitado.
Las ciudades sometidas a Roma, con su territorio rural incluido, no tenían derecho a declarar la guerra por su cuenta, pero debían declararla forzosamente cuando Roma lo hiciera. También tenían prohibido hacer convenios de ningún tipo con otros Estados o Ciudades. Además no podían acuñar moneda y eran las monedas romanas las que tenían curso legal en todas estas ciudades.
Había varios tipos de ciudades vinculadas a Roma:
- Ciudades de derecho romano: Inicialmente, en la primera etapa republicana, durante la expansión de Roma por Italia, algunas ciudades itálicas recibieron el derecho completo de ciudadanía romana (civitas óptimo jure), especialmente las antiguas ciudades aliadas de la Liga Latina, las ciudades sabinas y gran parte de las ciudades volscas. A ellas se añadieron otras colonias romanas y municipios cum suffragio, que disfrutaban del derecho de ciudadanía, esparcidos por toda la península itálica y, tras la guerra social y la Lex Plautia Papiria, la ciudadanía romana se otorgó a todos los habitantes de Italia. Posteriormente, y sobre todo en época imperial, la ciudadanía romana empezó a ser otorgada a determinadas colonias y municipios de los territorios provinciales, es decir, de los territorios fuera de Italia.[23]
- Ciudades de derecho latino: Las ciudades sujetas al derecho latino fueron inicialmente las de Liga Latina que no habían recibido el derecho de ciudadanía romana. Más tarde, siempre durante la primera etapa republicana, las colonias de derecho latino (es decir, las colonias que no tenían derecho de voto y participación a la vida política), siguieron un procedimiento parecido al de las colonias de derecho romano, esparciéndose inicialmente por Italia y, posteriormente, en las provincias; desapareciendo por completo dentro de Italia cuando todos los itálicos adquirieron la ciudadanía romana y difundiéndose, principalmente en época imperial, en específicos lugares de los territorios provinciales.[24]
- Ciudades sin voto: Estaban en tercer lugar las ciudades con derecho de civitas pero sin voto (civitas sine suffragio), que aunque podían llamarse ciudadanos, debían soportar todas las cargas cívicas (reclutamiento militar, impuestos ordinarios, servicios y contribuciones especiales) sin compensación (sin derecho a votar). Estas ciudades estaban administradas para los asuntos judiciales por un Prefecto anual designado por el Pretor de Roma. Su administración civil estaba en manos de sus propios magistrados locales, generalmente de la aristocracia. Estas, de la misma manera que las colonias de derecho latino, abundaban, sobre todo durante el Imperio, en las provincias, es decir, en los territorios fuera de Italia.
- Ciudades confederadas : Inicialmente, al principio de la etapa republicana, se conocían como municipios de socii (aliados) y foederati (confederados) todas las ciudades itálicas desprovistas de ciudadanía romana, cuyos derechos quedaban establecidos por los tratados particulares concertados con cada una de ellas. Estas ciudades suministran contingentes al ejército en cuantía prefijada de antemano e integrando las alae sociorum (tropas aliadas), diferentemente a los demás itálicos provistos de ciudadanía romana (los cuales integraban las legiones), siendo el equipamiento del contingente a cargo de la ciudad confederada. Estaban gobernadas por magistrados locales surgidos de la aristocracia. Esta categoría desapareció por completo en época republicana, cuando todos los itálicos adquirieron la ciudadanía romana (y convirtiéndose todos en integrantes de las legiones); siendo reemplazada por una nueva categoría, la de los auxiliares, reclutados entre indígenas provinciales desprovistos de ciudadanía.[25]

### Rey
Roma es gobernada por un rey, representante de la institución monárquica, al que corresponde todo el poder (imperium) y dicta las órdenes (dictador), el cual era elegido entre el pueblo como jefe de una gran familia política (magister populi).
Auxilian al rey los lictores, alguaciles que le precedían en sus actuaciones con el hacha y las varas. En su ausencia los poderes administrativos correspondían a un delegado (praefectus urbis). Si el rey no designaba sucesor los ciudadanos designaban en el interregno, por un periodo de cinco días, a un interrex, y después se elegía un nuevo rey, o bien se designaba un nuevo interrex por otros cinco días con facultad de designar nuevo jefe.

### Senado

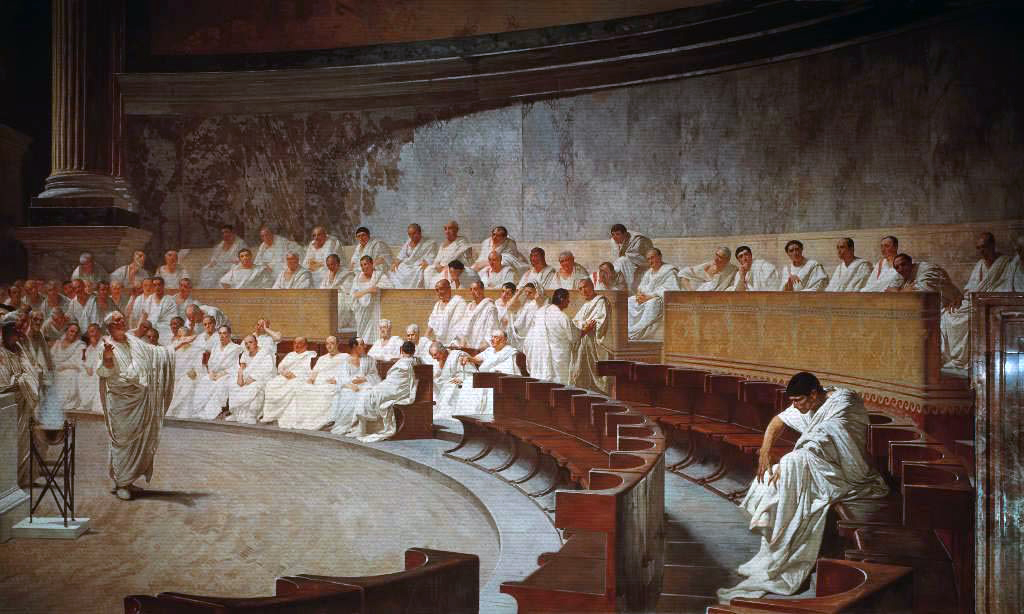
Representación de una sesión del Senado: Cicerón denuncia a Catilina. Fresco de Cesare Maccari (Palazzo Madama, Roma, 1880).

Frente al rey se erige la institución del Consejo de Ancianos (senatus) para contrabalancear a la institución real. Los primeros senadores son los representantes designados por cada gens. Tienen carácter vitalicio. Como el número de gens es invariable (las sucesivas familias surgen siempre de un tronco común y por tanto se integra en alguna de las gens existentes) también es invariable el número de senadores.
No obstante, había una excepción: cuando un senador moría el rey estaba facultado para nombrar un sustituto temporal (hasta la designación del sustituto designado por la gens). La costumbre del nombramiento real acabó concediendo al rey la elección de los senadores.
El senado era un órgano meramente consultivo, pero siendo emanado del pueblo, el rey lo convocaba a menudo y consideraba sus propuestas. Sus reuniones se celebraban en el comitium (foro) en una sala llamada bule.[cita requerida] Más adelante había un grupo de gente que decidía quien iba a enfrentar al rey y quien manejaría las entradas del dinero.

### Divisiones de la población romana: lasgens, lascuriasy lastribus
La división de la población se hacía desde las gens:
- 10 gens constituían una curia.
- 10 curias constituían una tribu.
- 10 tribus constituían una civitas.

El sistema decimal está presente en otros aspectos de la sociedad romana:
- Cada gens contribuía con diez soldados de infantería (miles o milicia), uno de caballería (eqües) y un senador.
- En las ciudades sometidas por Roma se establecía un Consejo de Cien Ancianos (céntum-viri), cada uno de los cuales era el cabeza de diez casas (diez gens = una curia), de donde surge la denominación de decuriones.

El sistema decimal pues rige en la sociedad romana, aunque, si bien al principio debieron responder a una realidad, con el tiempo derivaron en una mera división teórica: pronto fue inexacto hablar de curias con diez gens al introducirse nuevas familias, que aumentaban el número de gens de las curias existentes y más tarde el número de curias. Tampoco correspondía a cada decurión el mando sobre diez casas. En cambio la aportación al ejército se mantiene básicamente. Así pues, al pasar los años, los números primitivos dejan de corresponderse con la realidad pero se mantiene la tradición y así las gens y familias son aumentadas o divididas por decreto, pero la realidad se impone y la división deja de ser geométrica e inflexible.
Así, cuando el número de senadores quedó fijado en trescientos, no quería decir que existieran solo trescientas gens, sino que entre todas las existentes (cuyo número podía ser mayor o menor) se designaban únicamente trescientos senadores. Las curias dejaron de ser diez para pasar a un número indeterminado (hasta 30), cuyo conjunto formaba la ciudad. También los 3000 infantes y 300 caballeros que formaban el ejército salían del conjunto, y no considerando cada gens (así unos aportaban más y otros menos). La misma situación se reprodujo en las ciudades sometidas a Roma.
Las curias (diez gens) constituyeron muy pronto la base de la ciudad. Las curias se reunían en una asamblea dirigida por el curio, y en presencia de un sacerdote (flamen curialis). El reclutamiento y los impuestos se hizo desde muy pronto sobre la base de las curias.
Los miembros de las curias eran los ciudadanos que votaban, y a las votaciones se las llamaba «comicios curiales», celebrándose las votaciones por separado en cada curia. Normalmente se celebraban comicios el 24 de marzo y 24 de mayo de cada año.
Los ciudadanos romanos estaban divididos en treinta y cinco tribus diferentes; cuatro eran en origen urbanas, propias de la ciudad de Roma (Collina, Esquilina, Palatina y Suburana) y diez rurales, de los alrededores de la ciudad. Durante la conquista de la península itálica se fueron agregando el resto de itálicos inscritos en ulteriores tribus. En el año 395 a. C. existían ya veintiuna tribus y veinticinco en el año 389 a. C.; pasó finalmente a treinta y cinco en el año 241 a. C. Las tribus se dividían en grupos de votos en los diferentes comitia, desde las que se elegían magistraturas y oficiales que se pondrían al servicio del estado. Algunas tribus tenían más poder de voto que otras, por ejemplo la Palatina era una de las más importantes e influyentes. Estas treinta y cinco tribus eran:
Aemilia, Aniense, Arnensis, Camilia, Claudia, Clustumina, Collina, Cornelia, Esquilina, Fabia, Falerna, Galeria, Horatia, Lemonia, Maecia, Menenia, Oufentina, Palatina, Papiria, Pollia, Pomptina, Publilia, Pupinia, Quirina, Romilia, Sabatina, Scaptia, Sergia, Stellatina, Suburana, Terentina, Tromentina, Velina, Voltina y Voturia.

### Comicios
Las decisiones en Roma se adoptaban en los comicios, es decir en las votaciones de las asambleas. Los comicios más antiguos son los comitia calata, convocados por el rey para solemnizar ciertos actos religiosos. Los comicios políticos eran aquellos en los que votaba la población organizada en curias (inicialmente una curia eran diez gens). Se convocaban el 24 de marzo y 24 de mayo y cuando el rey lo consideraba conveniente. Decidían sobre la elección de monarca, asuntos políticos importantes y la concesión del derecho de ciudadanía. El convocante presentaba una propuesta y los ciudadanos de la curia con derecho (probablemente un voto por cada padre de familia) la votaban. Cada curia era un voto y se precisaba el de 16 curias (de un total de 30) para la aprobación.

### Ciudadanos plenos, honorarios y clientes
Junto a los ciudadanos plenos o patricios —entendiéndose como tales los cabeza de familia (páter familias) y sus hijos varones— estaban los ciudadanos «honorarios», invitados de otras ciudades que renunciaban a su antigua ciudadanía y aceptaban la ciudadanía honoraria romana. También estaban los clientes de los patricios y los esclavos.
El grupo de los clientes estaba formado básicamente por esclavos liberados por sus amos patricios, y que después de su liberación permanecían vinculados (ellos y sus descendientes) a su antiguo amo (y a sus herederos), quien ejercía sobre ellos cierta tutela y proteccionismo paternalista, a cambio de ciertos servicios y lealtades. En este grupo se integraron también algunos extranjeros (habitantes de ciudades derrotadas a los que no se permitía residir en su ciudad pero tampoco habían sido declarados esclavos, y que constituían como un grupo cliente de toda la ciudad de Roma) y exilados sujetos al patronazgo de un patricio.

### Ejército

#### Instrucción y entrenamiento
Durante cuatro meses los nuevos reclutas de la Roma Antigua eran sometidos a un entrenamiento implacable. Al concluir este período los supervivientes ya podían llamarse soldados —milites—. Los que no podían resistir el entrenamiento eran rechazados.
Primero se les enseñaba a desfilar marcando el paso. Luego se les llevaba de marcha, forzándolos al máximo hasta que fueran capaces de recorrer 20 millas romanas —30 km— en cinco horas. Después tendrían que recorrer la misma distancia cargados con todo su equipo, que incluía armas y armaduras, utensilios de cocina, estacas para la empalizada, instrumentos para cavar y provisiones para varios días, pues al final de cada marcha tenían que levantar un campamento con terraplenes y fosos de defensa.

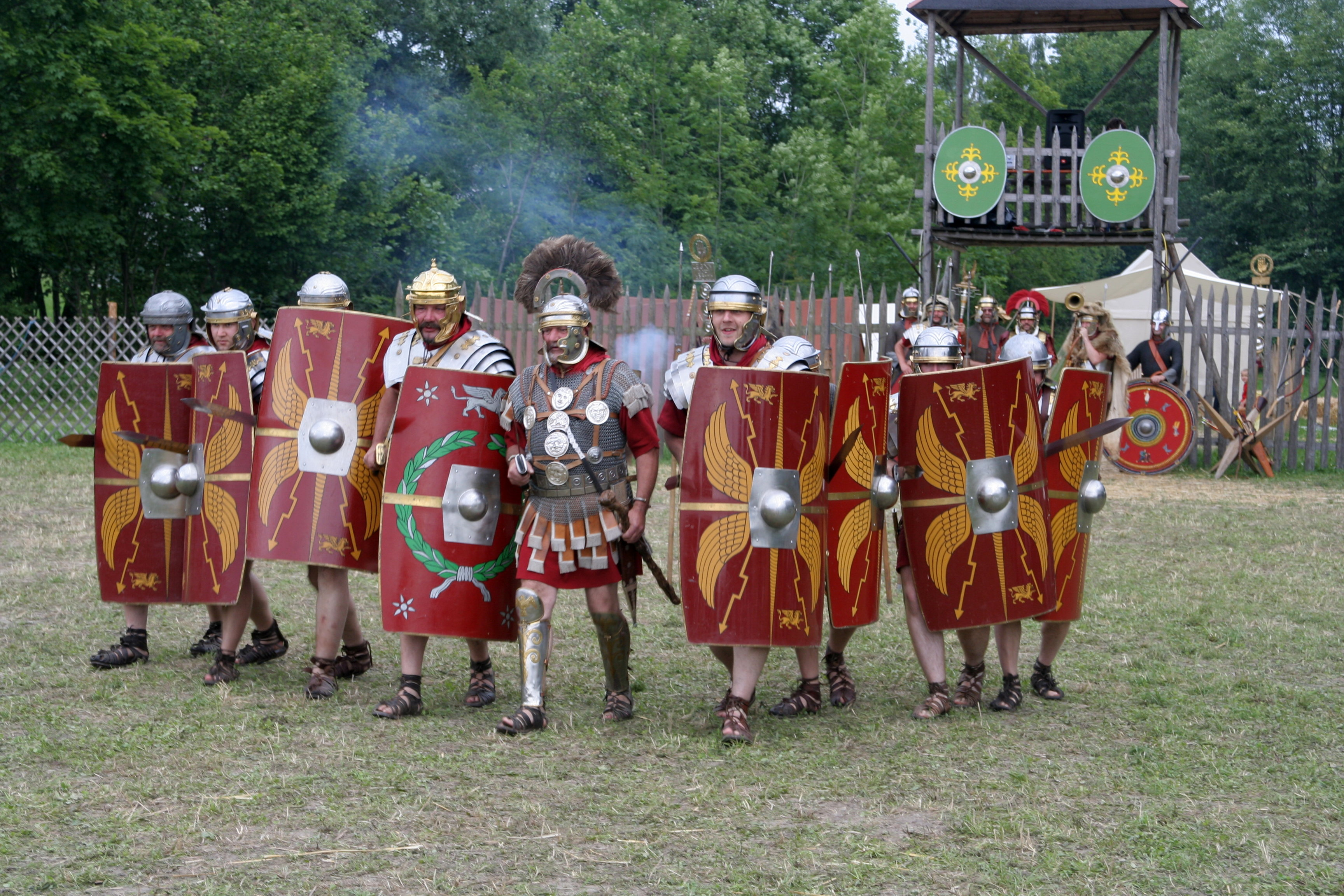
Recreación de soldados romanos de 70 a. C. en formación de ataque

En un principio los legionarios utilizaron bestias de carga y carros para transportar el equipo. Pero el célebre general Cayo Mario impulsor de grandes reformas en el ejército, les obligó a transportar personalmente casi toda la impedimenta necesaria para reducir el tamaño de las caravanas de intendencia (los llamaban "las mulas de Mario"). El equipo completo debía pesar por lo menos 30 kg, y las armas y armaduras más de 20.
Los legionarios realizaban marchas tres veces al mes durante 25 años. Este entrenamiento y capacidad de desplazamiento fue una de las causas por la que el ejército romano fuera tan superior a otros ejércitos. Esto era solo parte de la instrucción, puesto que el programa de entrenamiento también incluía carreras, saltos, equitación y natación. Cuando se consideraba que se encontraba en buena forma física comenzaba la instrucción en el manejo de las armas.
Los reclutas aprendían a atacar a una gruesa estaca clavada en el suelo con una pesada espada de madera y un escudo de mimbre que pesaba el doble que un escudo normal. Se les insistía en que golpearan de frente, sin describir arcos con la espada, que pueden evitarse con más facilidad. También se les entrenaba en el lanzamiento de pesadas jabalinas de madera contra las estacas.
Una vez superado este paso, se les consideraba dignos de empuñar armas auténticas forradas de cuero para evitar accidentes, que les parecerían ligerísimos en comparación con las pesadas armas de madera.

#### Efectivos
Una legión estaba formada por diez cohortes de 480 hombres cada una, a no ser que fuera una corte de asalto o invasión (formadas por unos 20 o 30 hombres), lo que da la cifra de 4800 hombres en total; eso en teoría, ya que no parece seguro que las legiones hayan estado con sus cuadros completos, ni mucho menos.
Normalmente cada centuria formaba como un cuadro de 10 x 8 hombres. Como la segunda centuria de cada manípulo bajaba para cerrar el hueco, la profundidad de la línea de combate de la legión era de 8 hombres. Puesto que tres eran las líneas que una legión podía presentar, el frente de combate quedaba estructurado como una sucesión de líneas con ocho hombres de profundidad. Recordemos que en Cannas los manípulos formaron con su profundidad doblada, es decir, con 16 hombres; un experimento que costó a los romanos 50 000 muertos. Puesto que el secreto táctico de la legión no era otro que su flexibilidad, la línea de combate con ocho hombres de profundidad era la más racional y la que mejor se adaptaba a esa característica esencial. Pero si había que reducir la profundidad, esa misma flexibilidad operaba el milagro de permitir «adelgazar» las líneas.

### Clases sociales

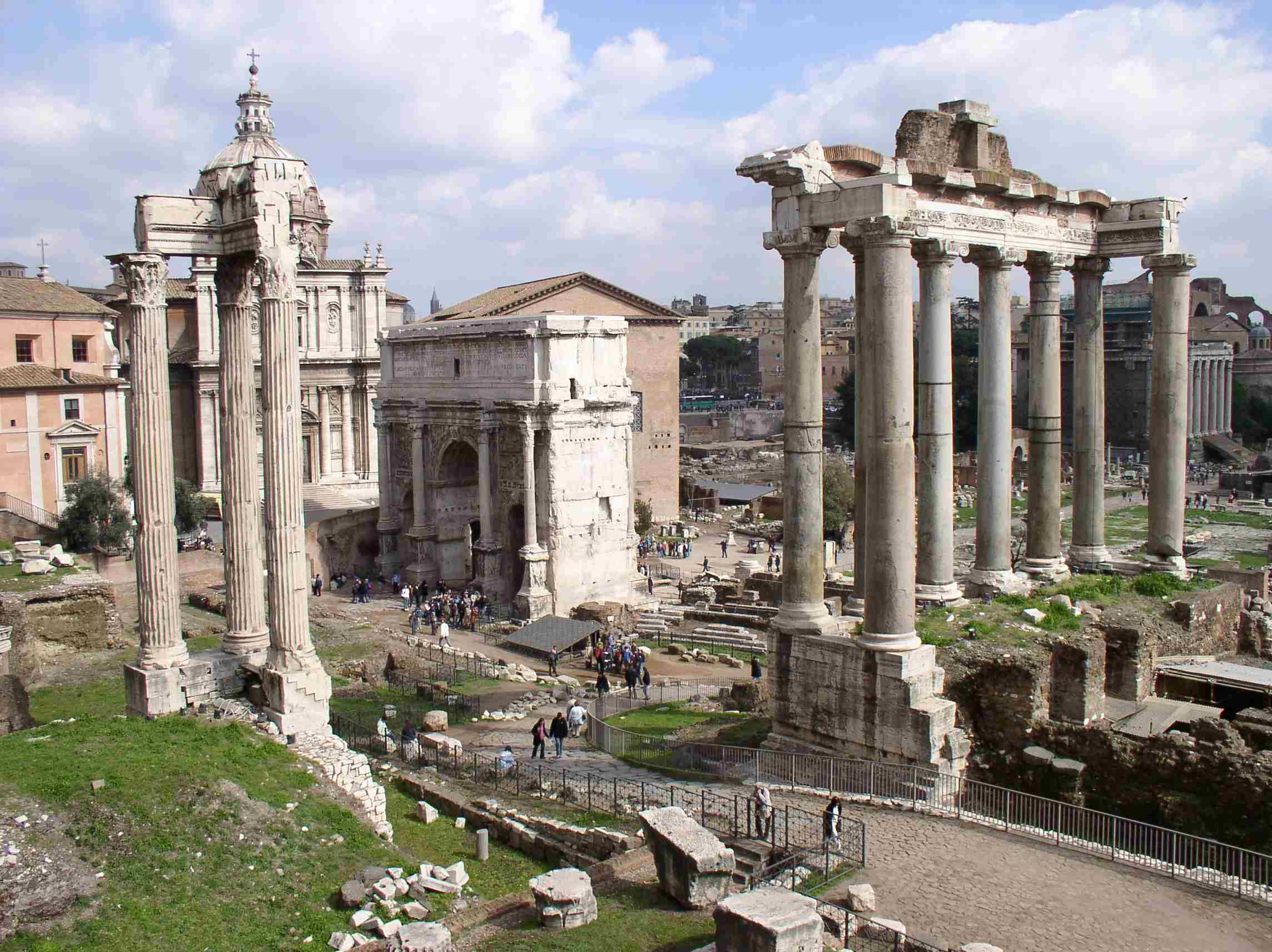
Ruinas del Foro Romano

La sociedad romana, como muchas otras sociedades antiguas, se basaba en la desigualdad.
Las clases que se distinguieron fueron cinco: patricios, plebeyos, esclavos, clientes y libertos. La tensión entre patricios y plebeyos y las rebeliones de los esclavos fueron las más importantes noticias políticas; las tres primeras fueron las clases con mayor actividad política; las otras dos, menos.
Esta organización social no fue estática durante toda la historia de la Roma Antigua. Hubo tensiones, cambios, evolución.

#### En la Monarquía
En los primeros tiempos la desigualdad social se basaba en el nacimiento y en la religión. La sociedad romana presentaba dos grandes tipos de ciudadanos: los libres y los no libres (los esclavos, lat. serví).
Los ciudadanos libres, a su vez, se dividían en privilegiados (los patricios, en lat. patricii) y en no privilegiados.

Figura ilustrativa de un Patricio Romano

Los ciudadanos no privilegiados podían ser independientes (los plebeyos, en lat. plebeii) o dependientes (los clientes y los libertos, en lat. liberti).
- Patricios

Eran las primeras familias asentadas en Roma y sus descendientes. Cada una pretende descender de un antepasado más o menos divinizado (pater). Los que tienen un mismo pater forman una gens, llevan el mismo apellido (nomen gentilicium) y celebran un mismo culto (sacra gentilicia).
Desde el principio de Roma, los patricios y sus familias constituyen el primer eslabón social. Estos patricios poseían esclavos, muchas veces en gran número. Los patricios están en la base de la fundación de Roma y, por tanto, son ciudadanos romanos. Tiene la exclusiva de los cargos públicos, y dirigen la vida de Roma.
Más tarde el derecho de ciudadanía se extiende a las llamadas minores gentes, es decir a los que procedentes de otras ciudades o dentro de la misma ciudad sin ser patricios, adquirieron la ciudadanía romana. Los patricios decían que eran los parientes de los fundadores de Roma. (Rómulo fue el fundador y primer rey de Roma).
- Clientes

Los clientes eran los extranjeros o refugiados pobres, sujetos a patronazgo de un patricio, el cual le brindaba ayuda económica, lo defendía ante la ley, y lo dejaba participar de las ceremonias religiosas a cambio de que este lo acompañe durante la guerra y lo ayude en todos los trabajos en el que el patricio lo solicitara. Los patricios se enorgullecían de tener clientela grande o importante.
- Plebeyos

Constituyen la mayor parte de la población (la multitud), compuesta también con extranjeros, refugiados pobres o clientes que se habían enemistado con sus «patronos». Eran considerados hombres libres, por lo que no podían participar en lo político ni en lo religioso.
- Esclavos

Es el destino normal de los presos de guerra. Legalmente, carecían de todo derecho: eran instrumentum vocale («herramienta que habla»). Hacían gratis los peores trabajos y de por vida. El trato dependía del carácter personal del amo. Llegaron a ser muy numerosos con la expansión de 
Roma.

#### En la República
En esta etapa (509-27 a. C.) hubo fuertes tensiones sociales. Puede que en sus comienzos se tratase de una reforma social (atribuida por los historiadores antiguos al rey Servio Tulio) consistente en fundar la jerarquía social no en el nacimiento ni en la religión, sino en el dinero y en la demarcación territorial.
La plebe lógicamente crecía más que el patriciado, porque en ella entraban las poblaciones anexadas por Roma y los extranjeros que venían a vivir a la Urbe. Pero tan gran número de habitantes no se resignaba a estar en la vida pública de comparsa; y tampoco era rentable que ni pagasen impuestos ni fuesen al servicio militar por no ser cives (ciudadanos). Los plebeyos lucharon mucho por su equiparación política con los patricios. Algunos de los pasos que hubieron de dar fueron los siguientes:
- Lucha de los plebeyos para conseguir la igualdad de derechos:

- año 494. Huelga general. Los plebeyos se marchan de Roma, al Monte Sacro, ante la negativa de los patricios a la igualdad política. Roma quedó colapsada. Los patricios tuvieron que ceder y pactar. Los plebeyos regresaron con este pacto:

no se perderá la libertad por impago de deudas;
se aceptan como magistrados ordinarios dos 'tribunos de la plebe' (tribuni plebis) con derecho de veto a cualquier actuación del Senado, o de los otros magistrados, que perjudique a la plebe, y con capacidad de acudir legalmente a cualquier plebeyo en apuros. Los tribunos serán después los líderes de todo el movimiento reivindicativo;
se acepta la legalidad de una asamblea exclusivamente plebeya (concilium plebis).
- años 451-449. Ley escrita. Hasta este momento en Roma, los patricios juzgaban cada conflicto conforme a la costumbre y a la tradición oral, lo que daba lugar a muchas irregularidades, porque no había ley escrita. En esta época se redacta el primer código que ocupa 12 tablas (lex XII tabularum) y se promulga a pesar de la resistencia inicial de los patricios. De aquí arrancará la obra jurídica de los romanos que será uno de sus más importantes legados culturales para la humanidad.

- año 448. Canuleio consigue los dos cónsules alternen año a año con dos tribuni militum consulari potestate de los que uno ya puede ser plebeyo, aunque este cargo no da la consideración de consularis (para poder acceder al Senado).

- años 440. Matrimonio legal. La lex Canuleia sanciona el derecho al casamiento entre patricios y plebeyos, que hasta el momento estaba rigurosamente prohibido por orgullo de casta y para vetar el acceso de los plebeyos a la vida política.

- año 409. Cuestura. En este año los plebeyos acceden por primera vez a la magistratura.

- año 367. Consulado. En este año la lex Licinia admitirá el principio, y en 342 por primera vez los dos cónsules serán plebeyos.

- años 356, 337 y 300. Se suceden la dictadura, la censura, la pretura y el pontificado (último reducto del patriciado).

- años 287. El Senado reconoce fuerza de ley a las decisiones de las asambleas de la plebe, y admite que estas prevalezcan sobre sus decisiones.

Llegado este momento, se puede decir que plebeyos y patricios tienen igualdad de derechos. Pero quedan las diferencias económicas y religiosas. Patricios y plebeyos ricos se van a entender entre ellos en perjuicio de los plebeyos pobres, los proletarii (cuya única riqueza es su prole, los hijos). La reforma social, que intentaron Tiberio y Cayo Graco y por la que fueron asesinados, intentaba ayudar a estos hombres que tenían todos los derechos políticos pero carecían de comida.
- Clases sociales en la época republicana tras lo anterior:

- Cives (ciudadanos): patricii (patricios) y plebeii (plebeyos)

- Non cives: liberti (libertos) y servi (siervos)

- La ciudadanía romana:

Durante siglos es el título más deseado. Consiste en unos derechos (iura) y unas obligaciones (munera). En esta época abarca:
- ivra pvblica (derechos políticos): ius sufragii (derecho de voto); ius honorum (derecho de ser elegible); ius sacrorum (derecho a tener religión o ser elegible para funciones sacerdotales); ius provocationis (derecho de apelación al pueblo en procesos criminales).

- ivra privata (derechos civiles): ius commercii (derecho de propiedad: comprar, vender, testar...); ius connubii (derecho a contraer matrimonio legal); ius legis actionis (derecho a ejercer acciones judiciales).

- mvnera (obligaciones): census (obligación de inscribirse en el censo periódicamente); militia (obligación de servir en el ejército durante el tiempo previsto); tributum (obligación de pagar los impuestos; hasta 167 a. C.).

- Adquisición del derecho de ciudadanía (civitas)

- por nacimiento: naciendo de matrimonio legítimo (iustae nuptiae) de un civis; siendo hijo de liberto o extranjero favorecido con la concesión de la ciudadanía (civitatis donatio);

- por concesión legal: v.gr.: por hacer una casa en Roma, o construir un barco capaz para 10 000 modios de grano, o por hacer condenar a un magistrado;

- por concesión del estado, representado, para el caso, por los comicios, el general vencedor, las comisiones encargadas de fundar una colonia romana o el emperador.

- Pérdida del derecho de ciudadanía (civitas)

- perdiendo el status libertatis: por condena penal (venta pública trans Tiberim) por insolvencia, pronto suprimida; por privación de agua y luz (interdictio aquae et ignis) o deportación; o por negarse al censo, al servicio militar, por desertar, por caer preso en una guerra, o por violar los derechos de gentes;

- perdiendo el status civitatis: renuncia a la ciudadanía (reiecto civitatis) o por hacerse civis de otra ciudad.

- Los caballeros (equites) y la nobleza senatorial (nobilitas)

La caballería del ejército romano estaba formada por ricos que traían el caballo o que utilizaban caballos del Estado. Formaban un grupo social distinguido (caracterizados por un anillo de oro y una túnica bordada de púrpura), pero pronto fueron insuficientes y hubo que sustituirlos con soldados pagados. Quedaron así como una burguesía dedicada no tanto a la compra y explotación de tierras, como a los negocios bancarios. Raras veces se dedicaron a la política, donde los consideraban despectivamente homines novi (sin antepasados ilustres). Frente a este ordo equester, está la nobilitas u ordo senatorius, formado por patricios y plebeyos que tuvieron algún antepasado que desempeñase en su tiempo alguna magistratura cural (cónsul, pretor, censor o edil). Esta nobleza senatorial es distinta de la nobleza patricia, y se va a confundir en el Senado.
- Clientes, libertos y esclavos

Los clientes que fueron absorbidos por la plebe, llegaron a desaparecer al comienzo de la República, pero después reaparecieron al arruinarse la clase media con las guerras y con los productos que gratis mandaban a Roma los pueblos sometidos. Muchos no llegan a tener lazo jurídico con un patronus y andan por Roma sin rumbo, detrás del rico o del político que más les ofrezca.
Los esclavos, en cambio, protagonizan en esta época importantes rebeliones.

#### En el Principado
Con Augusto se modifica algo la jerarquía, pero sigue estando basada en la riqueza.
Se distingue entre cives y no cives. Los cives, a su vez, pueden ser honestiores (los ricos) o humiliores (los pobres). Dentro de los honestiores, se encuentran los clarissimi o pertenecientes al ordo senatorius, y los egregii o pertenecientes al ordo equester. Los no cives, por último, son los liberti y los servi.
- Augusto reforma los ordines, colocando en el senatorius a los ciudadanos con más de un millón de sestercios (desempeñan las magistraturas republicanas y tendrán sandalias rojas, túnica laticlavia y, desde Marco Aurelio —161-180—, título de clarissimi); y en el equester coloca a quien tenga 400 000 (desempeñarán cargos nuevos: prefecto, procurador; llevan túnica angusticiavia y anillo de oro; desde Aurelio tendrán título de egregii).
- Los esclavos aumentaron mucho en número. Se dice que algunas familias tenían más de 500 y que en Roma había unos 250 000. El trato se va suavizando por influencia estoica y cristiana. Adriano y Antonino Pío legislan contra el mal trato.
- Los libertos aumentaron porque hubo muchas manumisiones. Augusto llegó a prohibir liberar por testamento a más de 100. Algunos jugaron importante papel político.
- Los clientes siguen existiendo, en el sentido de que todo el mundo es cliente de alguien más importante. El emperador tiene como clientes a los 150 000 proletarios inscritos en la lista de necesitados para el reparto gratuito de alimentos cada mes (annona).
- Poco antes del Bajo Imperio, el ius civitatis, que ya durante la época republicana, en el 89 a. C., se había concedido a todos los itálicos mediante la Lex Plautia Papiria; bajo Caracalla, en 212 d. C., se va a ampliar a todos los libres de las provincias mediante la Constitutio Antoniniana, es decir, la ciudadanía romana es otorgada también a todos los provinciales, para resolver problemas fiscales y militares que tenía Roma. De esta manera ser ciudadano deja de ser importante y, de paso, desaparece la posición privilegiada de Italia (y con ella de la misma Roma) en el contexto del Imperio.[26]

#### En el Dominado
Si en la República y en el Principado había solo dos categorías (libres y esclavos), en el Dominado aparecerá una clase social nueva, intermedia entre libres y esclavos: los colonos. La jerarquización se hace más fuerte y estanca: casi un sistema de castas. Los cives, entonces, podían ser libres o colonos, generalmente pobres. Los cives libres abarcaban a la familia imperial (nobilissimi), a los senadores (clarissimi, spectabiles), a los caballeros (egregii, perfectissimi) y a la gente corriente, pobre a diferencia de los otros tres. Los no cives, por su parte, eran los esclavos y los libertos, en ocasiones muy ricos.
Las novedades de esta época son:
- equivalencia del ordo senatorius y del equester (estos entran en el Senado);
- los humiliores quedan desde el IV fijados hereditariamente a su profesión (gremios);
- la esclavitud disminuye porque las nuevas formas de producción ya no la hacen indispensable; muchos huyen y se hacen salteadores;
- los colonos son pobres y libres, pero quedan sujetos a la tierra del amo que ellos trabajan: tienen que cultivarla perpetuamente, no pueden dejarla ni un día; no pueden ir a casarse fuera del dominio; los hijos siguen la condición de los padres. Está naciendo así un nuevo sistema: el feudal.

## Constitución de Servio Tulio y nuevas divisiones de población

### Tribus
El rey Servio Tulio estableció la división en Tribus y que el servicio al ejército y el pago del tributum (cuando por razones de urgencia se impusiere) no afectaría solo a los ciudadanos personalmente, sino que se tendría en cuenta sus propiedades: todos los ciudadanos que cultivaran un dominio (adsidui) o lo poseen (locupletes), sean o no ciudadanos romanos, están obligados a la prestación del servicio militar. Los designados para cumplir las tareas militares se elegirían entre una nueva división por propiedades. Así los soldados (entre 20 y 60 años) serían distribuidos en cinco clases (classes):
- 1.ª clase: Los que por sus posesiones aportaban una armadura (classici). Correspondía esta clase a los que poseían un heredium en pleno dominio (la mitad de las tierras romanas correspondían a los heredia poseídos en pleno dominio, mientras la otra mitad se había ido fraccionando por sucesivas particiones hereditarias o por ventas; un heredium era una finca rústica cuya extensión mínima era de veinte yugadas, es decir 5,4 ha, o sea que la medida romana de la yugada era equivalente a 2700 metros cuadrados). Iban armados con lanza (hasta), yelmo (galea), coraza (lorica), escudo redondo (clipeus) y polainas (ocreae). Esta primera clase debía comprar y mantener un caballo de donde fueron llamados eqüite, es decir caballeros.
- 2.ª clase: Los que poseían tres cuartos de un heredium (o sea al menos 40 500 metros cuadrados).
- 3.ª clase: Los que poseían la mitad de un heredium (al menos 27 000 m²).
- 4.ª clase: Los que poseían un cuarto de heredium (al menos 13 500 m²).
- 5.ª clase: Los que poseían un octavo de heredium (al menos 6750 m²).

El armamento de las clases sucesivas era cada vez más ligero. Tras las cinco clases estaban los que no poseían nada (capite censi) que colaboraban en la milicia como carpinteros, herreros, músicos, etcétera. Por cada 80 soldados de 1.ª clase, debían salir 20 de clase 2.ª, 20 de clase 3.ª, 20 de clase 4.ª y 28 de clase 5.ª. Los soldados eran movilizados para la campaña, y terminada esta eran licenciados. En cambio los caballeros permanecían en el ejército de forma continuada, y sus integrantes salían de las familias de ciudadanos con mayor riqueza.
Las diversas clases formaban la población susceptible de actuar militarmente y se reunían en asamblea, en los llamados comicios centuriados (comitia centuriata). A fin de facilitar las levas la constitución de Servio Tulio dividió la ciudad en cuatro circunscripciones territoriales llamadas tribus, cada una con una población similar. Los soldados fueron divididos en dos categorías: los jóvenes (iuniores) entre 16 y 25 años; y los veteranos (seniores), de más de 25 años.
Se estructuraban en Legiones, formando una legión 3000 soldados (classes) y 1200 auxiliares (vélites). Las legiones operaban en formaciones constituidas por filas de soldados: las cuatro primeras filas estaban integradas por soldados con armadura completa (hóplites u hoplitas). Una legión (4200 hombres) se dividía en centurias (hasta un total de 42). Casi la mitad de los hombres de una legión disponían de armadura completa (el número de hoplitas era de 2000 por cada legión). Otros mil hombres eran soldados de 2.ª y 3.ª clase. El resto, los auxiliares (velites) eran soldados de 4.ª clase (en número de 500) y de 5.ª clase (en número de 700). En una legión había 1050 hombres de cada una de las cuatro tribus en que se dividía la ciudad; y en las centurias, cada tribu aportaba 25 hombres.
En esta época Roma disponía normalmente de cuatro legiones (dos de ellas en campaña y dos de guarnición). Cada legión contaba con trescientos caballeros. Todo lo que los soldados ganaran en la lucha, fueran muebles o inmuebles, pasaba al Estado romano.

### Censo
Este sistema de reclutamiento en razón de los bienes poseídos, hizo necesario establecer un censo de propiedades y transmisiones, que se revisaba cada cuatro años. Un efecto inmediato fue el de dividir a la sociedad romana: a la división ya existente entre patricios y plebeyos, se añadía ahora la división entre propietarios (los que tienen tierra, sean ciudadanos o no) y proletarios (es decir los que crían hijos, mayoritariamente plebeyos, pero también con algunos ciudadanos arruinados o desposeídos por sucesivas particiones). El censo se hacía cada cuatro años. Al año siguiente se hacían sacrificios (lustrum) y los encargados del censo o censores renunciaban a sus cargos.

### Justicia

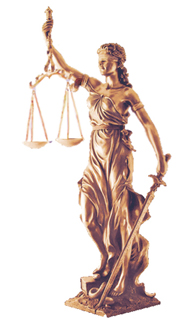
Diosa romana de la justicia.

El censo se creó en el año 212 a. C.
La jurisdicción se concentra en la ciudad, y en la fase monárquica en el rey, que tiene su tribunal y ordena (jus o ius) en los días establecidos (dies fasti) sentándose en la llamada "silla curul" (sella curulis) auxiliado por los alguaciles (lictores), y frente a las partes litigantes (rei).
Algunos delitos tienen jueces especiales:
- Los duoviri perduellionis para la insurrección.
- Los quaestores paricidii para el asesinato.
- Unos funcionarios especiales, llamados los tres viri nocturni se ocupan de las cuestiones relacionadas con incendios nocturnos, policía de seguridad y vigilancia de ejecuciones.

La tortura solo puede aplicarse a los esclavos.
La detención preventiva es la norma general.
La pena capital era aplicable a quien alterara la paz pública, y por otros delitos. Tenía varias formas:
- A los testigos falsos se les arrojaba desde una altura (la Roca Tarpeya) era el destino de los traidores.
- A los ladrones de mieses se les colgaba.
- A los incendiarios se les quemaba vivos.

Existía el derecho de recurso (provocatio). El indulto correspondía al pueblo.
Se daban además algunos tipos especiales de indultos:
- El que se arrodillaba ante un sacerdote de Júpiter no podía ser apaleado en veinticuatro horas.
- El que entraba encadenado en su propia casa debía ser desatado.
- El criminal que al dirigirse a una ejecución se tropezaba con una vestal (virgen, especie de sacerdotisa), era perdonado.

Las penas aplicadas más frecuentemente eran las multas (pagadas con la entrega de bueyes u ovejas) y el apaleamiento.
Los juicios civiles eran juzgados por el rey o por un comisario designado por este. La reparación se verificaba a menudo por vía de transacción, y si no había acuerdo la pena (poena) era fijada por el juzgador.
En caso de robo el ladrón podía pagar una reparación satisfactoria. Si no podía o era irreparable el ladrón se convertía en esclavo del robado. En los casos de injurias se concertaba una indemnización. En los casos de lesiones podía reclamarse el Talión (es decir provocar el mismo daño).

### Propiedad y contratos
Según el depósito era adjudicado a los sacerdotes para sacrificios públicos. La parte perdedora tenía treinta días para el pago de la prestación o de la deuda reclamada; si no lo hacía, se pasaba a la vía de ejecución y se le obligaba a pagar salvo que aportara nuevos testigos que justificaran su derecho (vindex).
Si se obstinaba en no pagar o no podía hacerlo, se convertía en esclavo, pero durante un periodo de sesenta días la sentencia quedaba en suspenso por si alguien se compadecía de él y pagaba la deuda, en cuyo caso quedaba libre. Si nadie se compadecía y pagaba, el vencedor del juicio lo recibía en propiedad, y podía matarlo, venderlo como esclavo en el extranjero o guardarlo para sí (en tal caso, al pasar a ser esclavo, esta condición se transmitía a sus descendientes), pero siempre para usarlo fuera de los muros de Roma. Más tarde desapareció el paso a la esclavitud en favor del acreedor, y aquel que no podía o no quería pagar era encarcelado en las llamadas lautúmiae (cárceles).
El Estado ejercía la tutela de los menores y de los incapaces.
Los esclavos podían ser manumitidos, esto es liberados. La liberación podía ser privada (en cuyo caso el amo tenía derecho a retractarse y recobrar al esclavo), o pública (en cuyo caso era perpetua e irrevocable).

## Cultura y sociedad

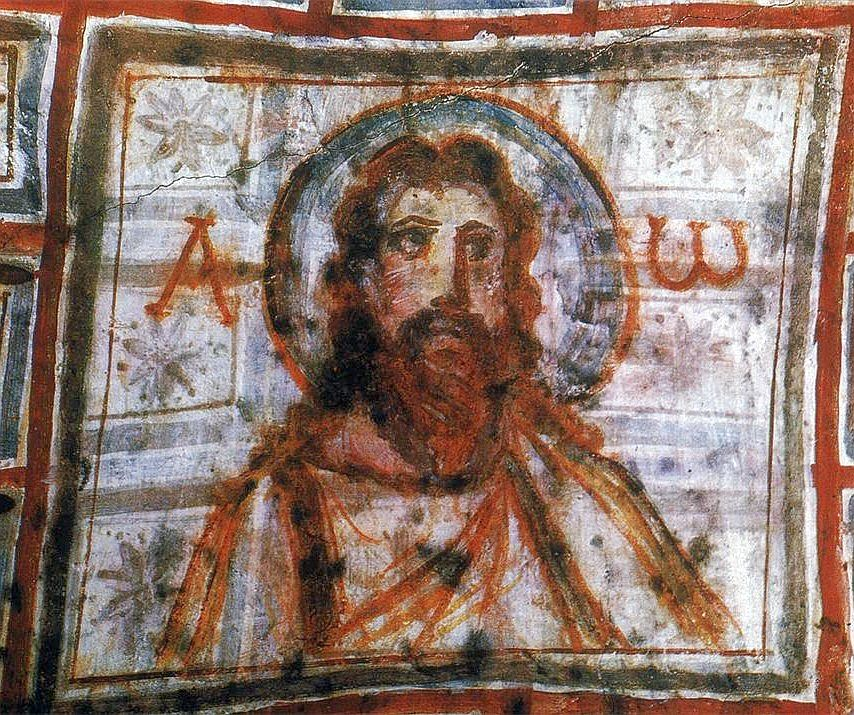
Arte Paleocristiano · Pintura mural de Jesucristo · Catacumbas de Comodila, Roma ·.

Esta fue el resultado de un importante intercambio entre civilizaciones diferentes: la cultura griega y las culturas desarrolladas en Oriente (Mesopotamia y Egipto, sobre todo) contribuyeron a formar la cultura y el arte de los romanos. Uno de los vehículos que más contribuyó a la universalización de la cultura romana, que pronto fue la de todo el Imperio, fue el uso del latín como lengua común de todos los pueblos sometidos a Roma. En los dos siglos que siguieron a la guerra de Augusto, el Imperio romano alcanzó su mayor extensión y realizó una intensa labor civilizadora. La cultura romana ya no quedó limitada a Roma e Italia, sino que se extendió hasta las más lejanas provincias fronterizas.
Se destacaron en la tecnología, los edictos de los pretores, las disposiciones del senado, de la asamblea popular y de los emperadores y las opiniones de los jurisconsultos romanos. Los principios fundamentales se han incorporado a la legislación de todos los pueblos civilizados por Roma.

### Situación de la mujer

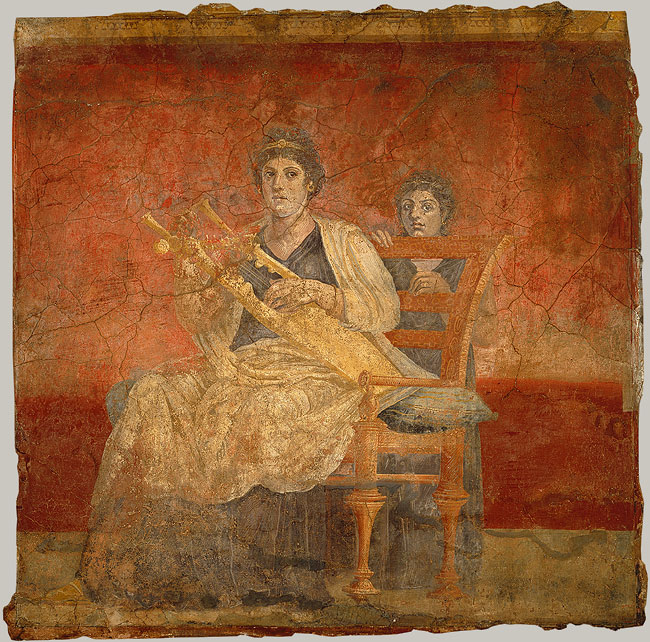
Mujer romana tocando una cítara. Fresco del hallado en la Villa Boscoreale.

En las familias ricas, la mujer debía llevar una vida de obediencia [cita requerida]. El trabajo le era ajeno, excepto el hilar y tejer. Como ama de casa debía supervisar las tareas domésticas, cumplidas por los esclavos. Para los romanos, el crimen más grande que podía cometer una mujer era el adulterio, considerado no solo un crimen de carácter moral, sino una traición para los dioses tutelares.
Las mujeres esclavas eran consideradas objetos y debían hacer lo que les ordenase su dueño; incluso, tener relaciones sexuales.
A diferencia del varón, la mujer estaba exenta del reclutamiento en el ejército y de combatir en las campañas militares.

### Homosexualidad

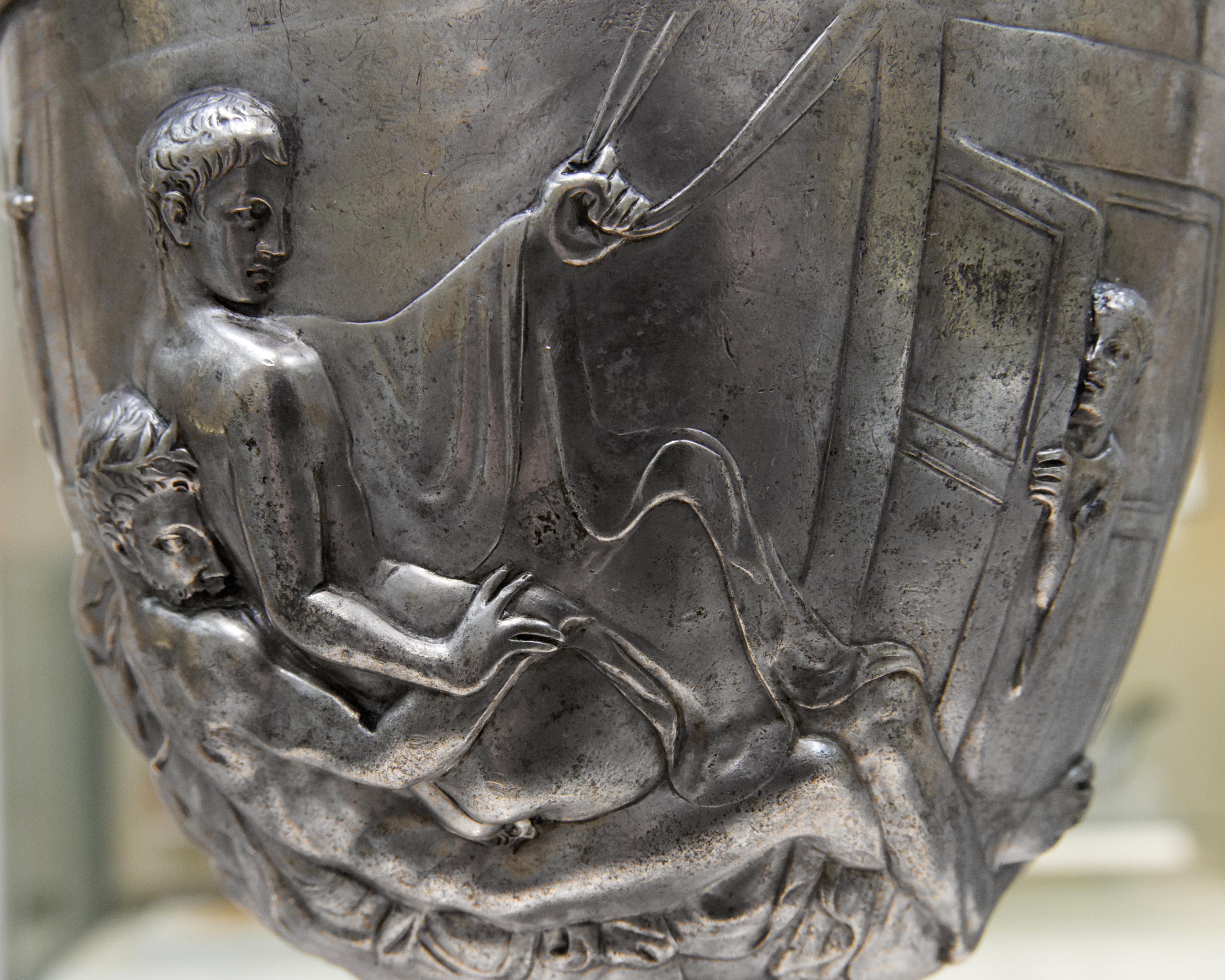
Detalle en la copa Warren de un joven manteniendo relaciones sexuales con un hombre. Es la única y su autenticidad ha sido cuestionada

Las fuentes históricas disponibles sobre la práctica de la homosexualidad en la Antigua Roma, sus actitudes y aceptación del hecho son abundantes. Hay obras literarias, poemas, grafitos y comentarios sobre las predilecciones de todo tipo de personajes incluso de emperadores solteros y casados. Sin embargo, las representaciones gráficas son más escasas que en la Grecia clásica.
Las actitudes hacia la homosexualidad fueron cambiando con los tiempos, según el contexto histórico, oscilando desde la fuerte condena hasta una considerable aceptación. De hecho, fue considerada una costumbre cultural en ciertas provincias.

## Provincias romanas
- Todo territorio anexionado se convertía en provincia y era confiado a un pretor o a un promagistrado.
- Sicilia (227 a. C.).
- Córcega-Cerdeña (227 a. C.).
- Hispania: Citerior y Ulterior (197 a. C.).
- Grecia: Macedonia (148 a. C.) e Iliria (60 a. C.).
- África: Africa Vetus o Proconsular (146 a. C.). Africa Nova (46 a. C.).
- Asia: Asia (129 a. C.), Cilicia (101 a. C.), Bitinia (74 a. C.), Ponto (63 a. C.), Siria (63), Chipre (58 a. C.).
- Galia: Galia Narbonense (120 a. C.) y Comata (50 a. C.).
- Cirenaica (74 a. C.).
- Egipto (30 a. C.).
- Britania (43 d. C.).